# Spadicoides stoveri
Spadicoides stoveri är en svampart som beskrevs av M.B. Ellis 1972. Spadicoides stoveri ingår i släktet Spadicoides och familjen Helminthosphaeriaceae.   Inga underarter finns listade i Catalogue of Life.